# Gerulf I
Gerulf I dit «el vell», se suposa que va néixer abans del 833, mort el 855, va ser comte, al pagus de Westrachi, territori situat a l'est del riu Vlie, a l'època del regnat de Lluís el Piadós.
Va poder ser fill d'un noble anomenat Teodoric, qui passava per descendir del rei frisó Radbod, que havia mort el 719.
Al final de la seva vida, es va retirar a un monestir on va morir el 855. Gerulf II el seu fill, o el seu net, va ser comte al Kennemerland en la Frísia occidental.